# Qasr Al-Abd
Qasr al-Abd (قصر العبد , 'grad sužnjev') je velika helenistična palača iz prve četrtine 2. stoletja pr. n. št. , katere ruševine stojijo v zahodni Jordaniji v dolini Wadi Seer, približno 17 kilometrov zahodno od Amana, blizu vasi Iraka al-Amir.

## Zgodovina
Čeprav je o zgodovini Qasr al Abd malo zagotovo znanega, je splošno mnenje, da ga je zgradil plemeniti Tobiad, Hirkan Jeruzalemski, vodja močne družine Tobiadov in guverner Amona. Verodostojnost te teorije je pridobljena iz dejstva, da je hebrejsko ime Tuvya ali Toviyya (Tobias) vrezano (טוביה, vendar v bolj aramejski pisavi) nad sosednjimi grobišči v Irak al-Amirju, ki si delijo ime po bližnji vasi. V drugi od teh jam je rezbarjena levinje, ki ščiti mladiča v palači.
Po lokalni legendi je bil Tobija krajan, ki se je zaljubil v hčerko plemiča. Ko je zaprosil za njeno roko, je plemič rekel, da jo Tobias lahko ima le, če bo zgradil tako imenovani 'grad sužnjev'. Po dokončanju gradu je plemič Tobija ubil, saj ni hotel, da se njegova hči poroči s preprostim prebivalcem.
Znano je, da je bila zgradba prvotno obdana z velikim izkopanim odsevnim bazenom, zaradi česar je judovski zgodovinar iz 1. stoletja n. št. Jožef Flavij domneval, da gre za obrambni jarek in trdnjavo. Vendar pa je sodobni izraelski arheolog Ehud Netzer predstavil novejše dokaze o prvotni funkciji stavbe kot palači užitka. Prav tako se domneva, da naj bi to mesto v resnici služilo kot mavzolej družine Tobiadov. Vsekakor ni bila nikoli dokončana. 
Ime Qasr al-Abd lahko prevedemo kot 'grad sužnja' ali 'hlapca', naslov, ki se lahko nanaša na samega Hirkana, ki je bil kot guverner 'kraljev služabnik'. Biblijska Nehemijeva knjiga omenja Tobija, hlapec, Amonec (Neh 2,0). Po besedah Jožefa je Hirkan, ko je izgubil boj za oblast, zapustil Jeruzalem in ustanovil svojo rezidenco vzhodno od Jordana, očitno na prednikih dinastije Tobiadov. Območje je bilo takrat mejno območje med Judejo in Arabijo, Jožef pa omenja, da je bil Hirkan v nenehnih spopadih z Arabci, ki so marsikoga ubili in ujeli. Svoje življenje si je vzel leta 175 pred našim štetjem, po vzponu moči v Siriji močno protijudovskega kralja Selevkidov Antioha Epifana, saj se je bal maščevanja zaradi njegove podpore egipčanskim Ptolemajem proti sirskim Selevkidom. Stavba je bila v času njegove smrti nedokončana (na kar kaže več nepopolnih rezbarij in stebrov), zasegel pa jo je Antioh Epifan. Jožef omenja zveri velikanske velikosti, izklesane na njem (Judovska antika, knjiga XII, 229-234), izklesani tigri ali levi pa so še danes odlično ohranjeni na ostankih, ki so vidni še danes.
Palačo je močno poškodoval močan potres, ki je prizadel regijo leta 362.
Stavba je ohranila prvotni dve nadstropji zaradi dejstva, da je bila v času bizantinskega obdobja ponovno uporabljena kot cerkev.

## Arhitektura
Reprezentativna nekoč dvonadstropna stavba stoji na umetni terasi sredi zdaj suhega jezera. V tlorisu meri 37,5 × 18,75 m. Dostop je z vzhoda preko jezu in skozi monumentalna vrata. Prvotni vhod z dvema predprostoroma je bil na severni strani, ki se odpira z dvema korintskima stebroma med polstebri in sosednjimi stenskimi površinami. Dva predprostora prečnega pravokotnega tlorisa sta se združila. Na ožjih stranicah sta bila dva manjša prostora. Vsaj severovzhodno od teh približno 3,50 × 5,00 metrov velikih prostorov je bilo postavljeno stopnišče, tam so bile ohranjene ustrezne stopnice. V severozahodnem prostoru jih ni bilo mogoče zaznati. Pročelje južne strani je zavzelo motiv severne fronte, vodilo pa je le v zaprto sobo, nad katero ni bilo mogoče doseči notranjega glavnega območja. Spet so bile manjše stranske sobe, v katere je bilo mogoče vstopiti samo skozi notranjo glavno sobo. Na daljših stranicah kletne etaže je na vsaki po sedem oken. V notranjosti je hodnik vzdolž vsakega okna; med hodniki je osrednja skupina štirih prostorov brez zunanje svetlobe. Na vogalih so stali pilastri s korintskimi kapiteli.
Na različnih krajih so upodobitve levov in mačk:
- Levji friz v štirih spodnjih kotih zgornjega nadstropja;
- Relief korakajočega leopardinje iz dolomita, katere gobec je služil kot bruhalnik ki se je drugič uporabljal na vzhodni steni;
- Korakajoči lev in situ na vzhodni strani.

Stavba je redek primer helenistične arhitekture v Jordaniji. V 1. stoletju našega štetja je Jožef Flavij opisal: »Močna trdnjava, ki je bila zgrajena v celoti iz belega marmorja do same strehe, na njej pa so bile vklesane zveri velikanske velikosti in jo je obdajal širok in globok jarek.« Grad je zgrajen iz nekaterih največjih posameznih blokov kot v kateri koli stavbi na Bližnjem vzhodu, največji blok pa meri 7 x 3 metre. Vendar so bili ti bloki široki največ 40 centimetrov (zaradi česar je bila zgradba razmeroma občutljiva za potres, ki jo je uničil).
Arheologi so ugotovili, da je Qasr al Abd nekoč stal na veliko večjem posestvu, ki je bilo prvotno obdano z obzidjem in je vključevalo park z drevesi in grmičevjem (na mestu je bila najdena velika kamnita stiskalnica oljk, ki kaže, da je bilo posestvo delno samozadostno s kmetijskimi pridelki). Velik del posesti zdaj stoji pod vasjo Irak Al-Amir.

## Obnova
Ruševine Qasr al Abda so bile delno obnovljene zaradi prizadevanj francoske ekipe, ki sta jo vodila Ernest Will in arhitekt François Larché v sodelovanju s Fawzijem Zadadinejem iz jordanske arheološke službe . Ekipa je od leta 1979 do 1985 delala na izdelavi podrobnih risb padlih kamnov in pri nadaljnji obnovi.